# Elektrostatischer Generator
Elektrostatische Generatoren sind mechanische Vorrichtungen zur Erzeugung elektrischer Spannung mit Mitteln der Elektrostatik durch die Trennung elektrischer Ladungen. Allgemein sind sie geeignet, hohe Spannungen zu erreichen, können aber keine hohe Leistung liefern. Die erreichbaren Spannungen sind nur durch Isolationsprobleme wie z. B. Kriechstrom und Spitzenentladungen begrenzt.

## Geschichte

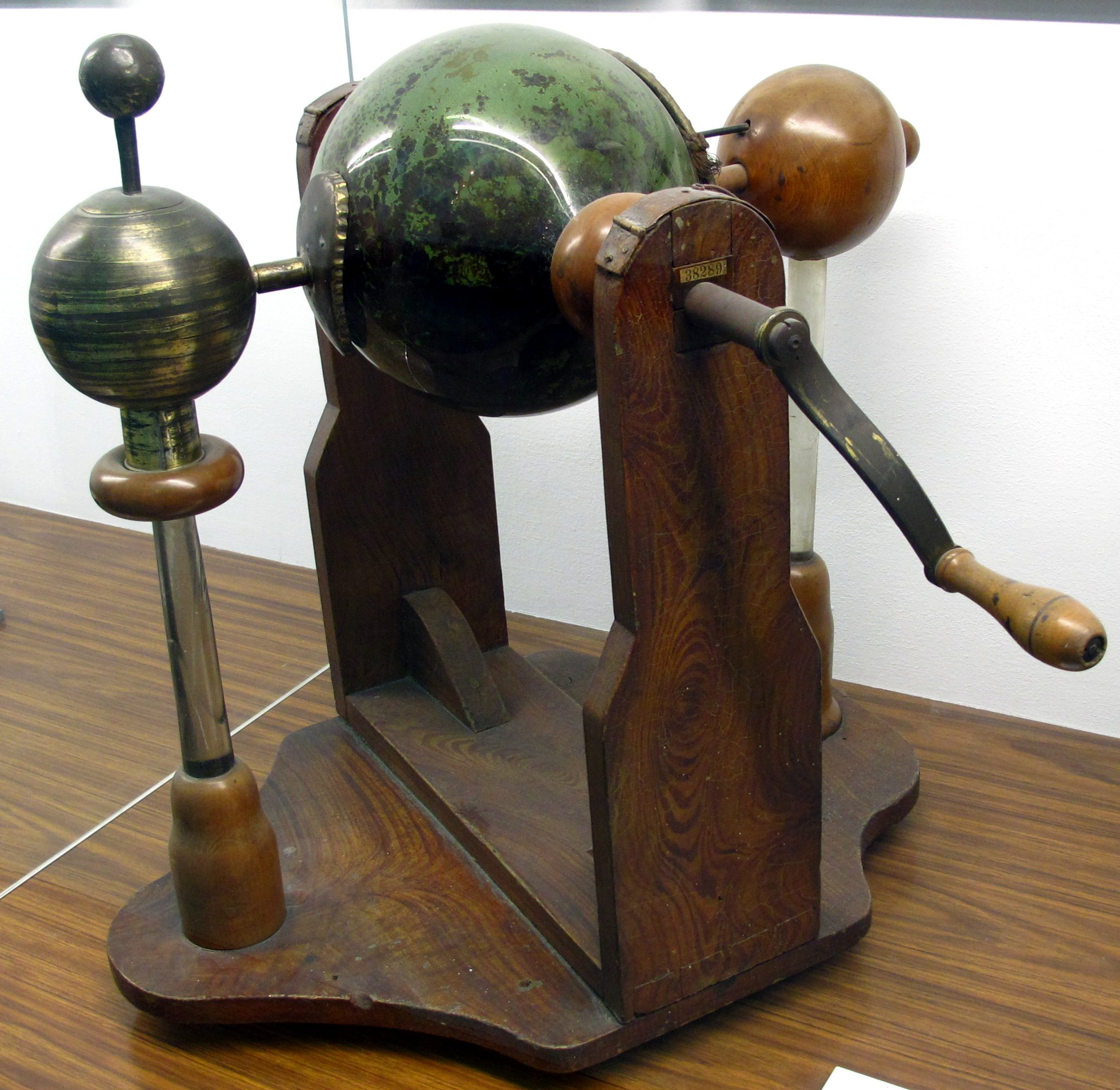
Reibungselektrisiermaschine

Die ersten elektrostatischen Generatoren arbeiteten nach dem Prinzip der Reibungselektrizität und wurden bis zum Ende des 19. Jahrhunderts als Elektrisiermaschinen bezeichnet. 
Otto von Guericke baute 1663 eine Schwefelkugel mit einer Drehachse, die mit der Hand gerieben die kosmischen Wirkkräfte (virtutes mundanae) nachweisen sollte. Eine solche Schwefelkugel sandte er an interessierte Zeitgenossen, so auch 1671 an Gottfried Wilhelm von Leibniz, der damit einen ersten künstlichen elektrischen Funken erzeugte. Anfang des 18. Jahrhunderts begann die systematische Erforschung der Elektrizität. Francis Hauksbee entwickelte 1706 eine Reibungselektrisiermaschine, deren Kugel nicht mehr aus Schwefel, sondern aus Glas gebaut war. Elektrostatische Generatoren waren bis zur Entwicklung der Voltaschen Säule, um 1800 durch Alessandro Volta, die einzige Quelle künstlich erzeugter Elektrizität.
Ab 1883 wurden Generatoren entwickelt, die nach dem Prinzip der Influenz arbeiten. Diese Generatoren werden als Influenzmaschinen bezeichnet.
Für Unterrichtszwecke und in Teilchenbeschleunigern werden gegenwärtig noch Van-de-Graaff-Bandgeneratoren und Pelletrons eingesetzt. Bei kleinen Bandgeneratoren erfolgt die anfängliche Ladungstrennung durch Reibung, sie sind also weiterentwickelte Elektrisiermaschinen. Bei den großen Van-de-Graaff-Beschleunigern wird die anfängliche Ladungstrennung mittels Spitzenentladung einer aus dem Stromnetz gewonnenen Spannung bewirkt, bei Pelletrons durch Influenz. Die Erhöhung der Spannung erfolgt dann in beiden Fällen mit elektrostatischen Mitteln.

## Funktionsweise
Elektrostatische Generatoren können in zwei Klassen unterschieden werden:
- Elektrisiermaschinen, die nach dem Prinzip der Reibungselektrizität arbeiten;
- Influenzmaschinen, die den Effekt der elektrischen Influenz nutzen.

Charakteristisch für Elektrisiermaschinen ist die Reibung zwischen Isolatoren (zum Beispiel Schwefel, Glas, Holz und Gummi). In Influenzmaschinen entsteht die Aufladung dagegen durch Influenz in Metallteilen.

### Elektrisiermaschinen

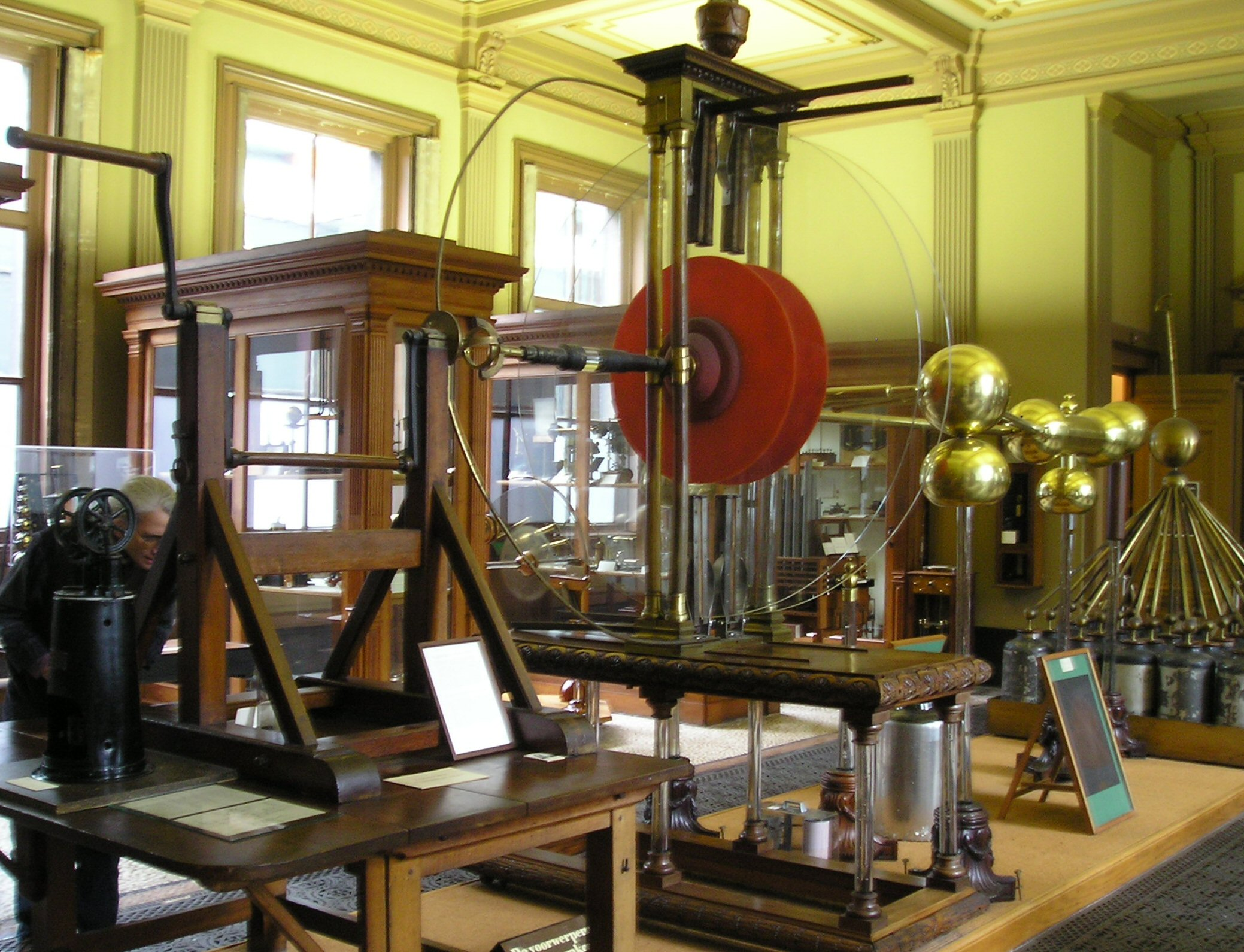
Martinus van Marums elektrostatischer Generator im Teylers Museum, Haarlem

Durch mechanische Reibung zweier Materialien mit unterschiedlicher Elektronenaffinität werden die Elektronen an ihren Oberflächen unterschiedlich stark zwischen ihnen verteilt. In Elektrisiermaschinen wird die so gewonnene, je nach Bauart entweder positive oder negative Ladung abgeleitet und in Kondensatoren, wie zum Beispiel Leidener Flaschen, gesammelt.
Reibungselektrizität ist ein Spezialfall der Berührungs- oder Kontaktelektrizität. Durch die Reibung ist der Kontakt zwischen den Materialien stärker und der Austausch von Ladungsträgern intensiver als bei der bloßen Berührung.
Die am weitesten verbreitete Bauform besteht aus einem oder mehreren Glaskörpern in Form von Hohlkugeln, Walzen oder Glasscheiben. An die rotierenden Glaskörper werden Reibzeuge gedrückt, zum Beispiel Lederkissen mit einem Überzug aus Amalgam.
An einer Stelle hinter dem Andruckpunkt der Reibzeuge nimmt ein Konduktor (ein elektrischer Leiter, zum Beispiel ein kleiner metallener Pinsel) die elektrische Ladung von der Glasoberfläche auf und leitet sie direkt zu einem Experiment oder in einen Kondensator ab. Die Reibzeuge sind meistens geerdet, so dass die vom Konduktor abgeleitete Ladung ausgeglichen wird. Einige Maschinen arbeiten nach dem umgekehrten Prinzip, bei dem der Konduktor geerdet ist und die elektrische Ladung an den Reibzeugen abgenommen wird, und es gab Maschinen, bei denen zwischen Konduktor- und Reibzeugerdung gewechselt werden konnte.
Neben Glas wurden Holz und Gummi für Scheiben von Elektrisiermaschinen verwendet. Bei den ersten Elektrisiermaschinen diente anstelle von Reibzeug und Konduktor die menschliche Hand zugleich zum Reiben und zur Aufnahme der elektrischen Ladung. Der Reibende wurde „elektrisiert“, was zur Bezeichnung Elektrisiermaschine führte.
Die größte Scheiben-Elektrisiermaschine (der Durchmesser der Glasscheiben beträgt 1,65 m) steht im Teylers Museum in Haarlem und wurde von dem niederländischen Naturforscher Martinus van Marum (1750–1837) 1785 der Öffentlichkeit präsentiert. Am Bau der Maschine, die 1784 fertiggestellt wurde, war auch der englische Instrumentenmacher John Cuthbertson (1743–1821) aus Amsterdam beteiligt. Van Marum war damals gerade Direktor des Teylers Museums geworden und befasste sich seit über 10 Jahren, bereits als Student in Groningen, mit der Verbesserung von Elektrisiermaschinen. Mit seinen Instrumenten wollte er neue Entdeckungen auf dem Gebiet der Elektrizität gewinnen, u. a. präsentierte er sie dem dänischen Physiker Hans Christian Ørsted und 1781/82 Alessandro Volta. Die große Elektrisiermaschine in Haarlem kann Funken über eine Strecke von bis zu 61 cm Abstand erzeugen. 1881 erhielt sie eine Ehrenmedaille auf der Weltausstellung in Paris. Ein genauer Nachbau, der 1968 an der Universität Eindhoven konstruiert wurde (H. J. de Weyer) kann Spannungen von über 500.000 Volt erzeugen. Sie wurde als holländischer Beitrag auf der 200-Jahr-Feier der USA 1976/77 präsentiert.

### Influenzmaschinen
Die Ladungstrennung wird bei Influenzmaschinen nicht durch Reibung, sondern durch den Effekt der elektrischen Influenz erreicht. Wenn ein leitender Körper von einem weiteren, gegenüber diesem elektrisch aufgeladenen Körper, räumlich entfernt wird, erhöht sich bei gleichbleibender Ladung die Spannung zwischen beiden elektrisch aufgeladenen Körpern. Dabei wird die mechanische Arbeit zur Überwindung der elektrostatischen Anziehung in Energie des elektrischen Feldes gewandelt. Wird die auf den voneinander entfernten Körpern angehäufte Ladung elektrisch abgeleitet, kann man bei sehr hoher Spannung (bis über 100 kV) einen geringen Strom (einige 10 µA) entnehmen.

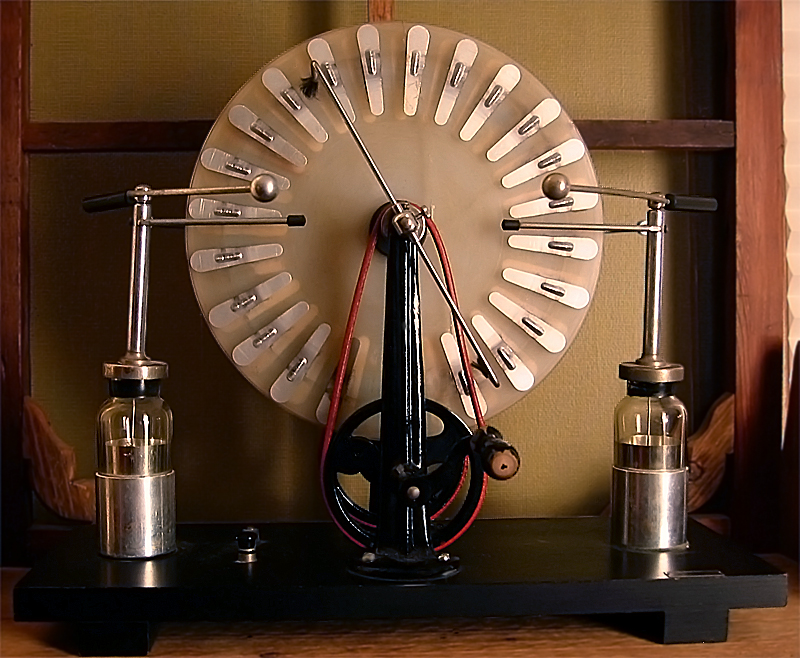
Wimshurstmaschine mit zwei Leidener Flaschen

Die Körper bestehen bei Influenzmaschinen aus auf Isolierscheiben aufgebrachten Metallfolien-Segmenten, nach dem gleichen Prinzip werden jedoch auch andere Formen und Körper verwendet. Die maximale Spannung ist durch die Anzahl und den Abstand der Segmente sowie durch den Scheibendurchmesser begrenzt.
Entscheidend für die Funktion einer Influenzmaschine sind die Existenz und Beweglichkeit von Ladungsträgern. Aus diesem Grund werden für Influenzmaschinen Metalle eingesetzt. Die Schritte
1. Annäherung eines Metallkörpers an eine elektrische Ladung bzw. Aufladung des Körpers
2. Wegtransport des Metallkörpers von seinem Bezugspotential und Abnahme der Ladung durch einen Ableiter (Spitzenentladung)
3. Neutralisierung des Metallkörpers (Ausgleich der abgezogenen elektrischen Ladung) durch weiche, leitfähige, bei manchen Maschinen über Kreuz verbundene Bürsten

finden bei jeder Umdrehung wiederholt statt.
Die Wimshurstmaschine nutzt die abgenommene elektrische Ladung zusätzlich zur Verstärkung des elektrischen Feldes des Induktors und verstärkt den Effekt dadurch stetig. Durch diese Selbstverstärkung benötigt sie, anders als die Maschinen von Töpler/Holtz, keine anfängliche Aufladung ihrer Induktoren, da auch zu Beginn des Betriebs immer zumindest ein kleiner Ladungsunterschied vorhanden ist.
Das Prinzip der Influenzmaschine lässt sich auch umkehren, indem eine ähnliche Anordnung mit Hochspannung gespeist wird und dann als Motor arbeitet.
Eine sehr ungewöhnliche Influenzmaschine ist der Kelvin- oder Wassertropfengenerator, der Wassertropfen influenziert und sie zum Transport der elektrischen Ladung verwendet. Er benötigt ebenfalls keine anfängliche Aufladung und erreicht allein durch zwei getrennt laufende Wasserstrahlen nach 20 bis 30 s eine Spannung von 4 bis 6 kV.
Eine kleine Holtzsche Influenzmaschine liefert typische Ströme von 10 µA, womit sich eine Leidener Flasche mit einer Kapazität von 10 nF in 30 s auf 30 kV aufladen lässt. Das genügt, um in einer parallel geschalteten Kugelfunkenstrecke von 1 cm Abstand knallende Funken überspringen zu lassen. Die Funken dauern rund 1 µs und haben somit eine maximale Stromstärke von 300 A.

## Geschichte
Die Erforschung der Elektrizität und die Weiterentwicklung elektrostatischer Generatoren waren vom 17. bis zur Mitte des 19. Jahrhunderts eng miteinander verknüpft. Erkenntnisse in der Elektrizitätsforschung führten zu Verbesserungen der Generatoren, und verbesserte Generatoren erlaubten neue Erkenntnisse über die Natur der Elektrizität.
Die folgende Tabelle soll eine kurze Übersicht über die gegenseitig befruchtende Geschichte geben:
| Jahr      | Entdecker/Erfinder                   | Beschreibung |
| --------- | ------------------------------------ | --- |
| 1663      | Otto von Guericke                    | Bau der ersten Elektrisiermaschine, einer drehbaren Schwefelkugel, die mit der Hand gerieben wurde                                                                |
| 1671      | Gottfried Wilhelm von Leibniz        | Erste gezielte Erzeugung eines elektrischen Funkens mit der Schwefelkugel von Guerickes                                                                           |
| 1675      | Jean Picard                          | Entdeckung des Leuchtens von Quecksilber im Vakuum geriebener Glasröhren                                                                                          |
| 1706      | Francis Hauksbee                     | Entwicklung der ersten Generatoren mit Glaskugeln |
| 1730      | Stephen Gray                         | Entdeckung der elektrischen Leitung |
| 1743      | Georg Matthias Bose                  | Einführung des Konduktors zur Ableitung der elektrischen Ladung von der geriebenen Glaskugel und Einführung von Reibekissen, die das Reiben mit der Hand ablösten |
| um 1745   | Johann Heinrich Winkler              | Bierglasgenerator; Vorläufer der Elektrisiermaschinen mit Glaszylindern                                                                                           |
| 1745/1746 | Ewald Georg von Kleist/Musschenbroek | Erfindung der Leidener Flasche, des ersten elektrischen Kondensators                                                                                              |
| 1755      | Martin de Planta                     | Generatoren mit runden Glasscheiben |
| 1762      | Johan Carl Wilcke                    | Erfindung des Elektrophors, die erste Influenzmaschine |
| 1777      | Martinus van Marum                   | Elektrisiermaschine mit Gummischeiben, die im Quecksilberbad laufen                                                                                               |
| 1784      | Walkiers de St. Amand                | Erster Bandgenerator mit 7,5 m langen Seidenbändern, die über Holzrollen gespannt und gerieben wurden; Vorläufer des Van-de-Graaff-Generators                     |
| 1840      | Sir William Armstrong                | Dampfelektrisiermaschine |
| 1843      | Michael Faraday                      | Nachweis des Wirkmechanismus der Dampfelektrisiermaschine; Nachweise der Reibung von Wassertröpfchen als Ursache der Elektrizitätserzeugung                       |
| 1867      | Lord Kelvin                          | Wassertropfengenerator |
| 1872      | Augusto Righi                        | Generator mit Metallzylindern an einem isolierenden Seil; Vorläufer des Pelletrons                                                                                |
| 1878      | James Wimshurst                      | Entwicklung der Wimshurstmaschine, eine Influenzmaschine |
| 1883      | Wilhelm Holtz                        | Bau der ersten, kontinuierlich arbeitenden Influenzmaschine |
| 1929      | Robert Van de Graaff                 | Entwicklung von Bandgeneratoren; Verwendung zum Beispiel im Van-de-Graaff-Beschleuniger und in heutigen Labors                                                    |
| um 1965   | Raymond Herb                         | Pelletron-Beschleuniger; isoliert verbundene Metallglieder in einem unter Hochdruck stehenden, isolierenden Gas                                                   |

## Kuriositäten

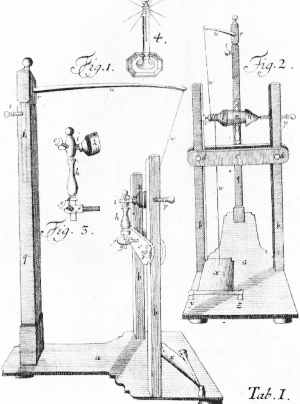
Bierglas-Elektrisiermaschine von Johann Heinrich Winkler, um 1730–1740
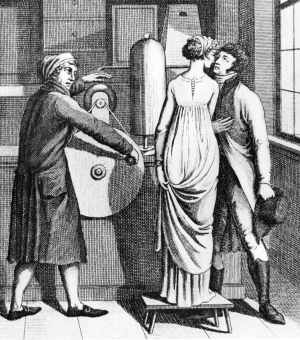
Der „elektrische Kuss“, um 1740
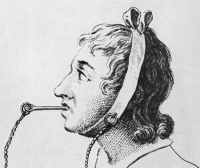
Behandlung von Zahnschmerzen mit Elektrizität

Nachdem seit 1730 die Bekanntheit der Experimente und Forschungen zur Elektrizität deutlich zunahm (wissenschaftliche Wochenzeitschriften berichteten jetzt regelmäßig darüber), sorgten bereits nach kurzer Zeit allerlei Kuriositäten und Attraktionen für Aufsehen. Sehr beliebt war der „elektrische Kuss“. Am Eingang zu einigen Etablissements erwartete den Besucher eine elektrisch aufgeladene Dame. Gab ihr der Besucher einen Kuss auf die Lippen, erhielt er einen kleinen elektrischen Schlag.
Aus praktischen Erwägungen heraus entstand der Bierglasgenerator von Johann Heinrich Winkler. Elektrisiermaschinen aus Glas waren in den Kreisen der Experimentatoren üblich (weil kostengünstig). Die Verwendung von Biergläsern machte den Bau einer Elektrisiermaschine noch ein wenig billiger und an Ersatzteilen herrschte kein Mangel. Durchsetzen konnte sich diese Bauform kaum. Trotzdem begründete sie eine eigene Entwicklungslinie von Walzen-Elektrisiermaschinen, bei denen Glaswalzen zum Einsatz kamen.
Neue Einsatzgebiete für die Elektrizität wurden gesucht, wobei unter anderem die Behandlung von Zahnschmerzen mit Stromstößen versucht wurde. Mit welchem Erfolg das geschah, ist nicht überliefert. Etwa zur selben Zeit (um 1740 bis 1750) wurden erstmals Tiere durch künstlich erzeugte Elektrizität getötet und die Behandlung von Menschen wurde zunächst wieder aufgegeben.